# 马丁·马茨博
马丁·马茨博（瑞典語：Martin Matsbo，1911年10月4日—2002年9月6日），瑞典男子越野滑雪运动员。他曾代表瑞典参加1936年冬季奥林匹克运动会越野滑雪比赛，获得男子4×10公里接力铜牌。